# Porn Star Dancing
Porn Star Dancing è il primo singolo dei My Darkest Days estratto dal loro primo album omonimo. La canzone è stata scritta dai My Darkest Days insieme a Zakk Wylde e Chad Kroeger.

## Video musicale
Il videoclip è stato pubblicato in anteprima il 17 giugno sul sito ufficiale dei My Darkest Days, e mostra i membri del gruppo e Zakk Wylde e Chad Kroeger sul tetto di un palazzo che eseguono la canzone con varie ballerine in bikini intorno a loro.

## Formazione
My Darkest Days
- Matt Walst – voce, chitarra ritmica
- Sal Coz Costa Bond – chitarra solista, cori
- Brendan McMillan – basso, cori
- Doug Oliver – batteria

Altri musicisti
- Zakk Wylde – chitarra addizionale
- Chad Kroeger – voce